# Issum

Issum est une commune de Rhénanie-du-Nord-Westphalie (Allemagne), située dans l'arrondissement de Clèves, dans le district de Düsseldorf.

## Économie
- Brauerei Diebels, brasserie.

## Personnalité
- Josèphe Hendrina Stenmanns (1852-1903), religieuse catholique, cofondatrice des Sœurs missionnaires servantes du Saint-Esprit, béatifiée